# Peter Jenni
Peter Jenni (17 de abril de 1948) é um físico suíço.
Peter Jenni obteve um diploma em física em 1973 na Universidade de Berna, com um doutorado em 1976 no Instituto Federal de Tecnologia de Zurique. Em 1972 participou de experimentos no ciclotron síncrono do CERN e de 1974 a 1976 no Síncroton de Prótons do CERN e depois no Anéis de Armazenagem a Intersecções. De 1978 a 1979 esteve no Centro de Aceleração Linear de Stanford. A partir de 1980 trabalhou no CERN e esteve envolvido no experimento UA1 no Síncroton de Prótons. Com este detector e o detector UA1 foram confirmados o bóson W e o bóson Z, sob a direção de Carlo Rubbia. Mais tarde assumiu tarefas de gerência nos preparativos do Grande Colisor de Hádrons e do detector ATLAS.

## Condecorações
- 2012: Special Fundamental Physics Prize pela descoberta dos Bósons de Higgs (com Fabiola Gianotti, Michel Della Negra, Tejinder Singh Virdee, Guido Tonelli, Joe Incandela e Lyn Evans)
- 2012: Prêmio Julius Wess do Instituto de Tecnologia de Karlsruhe (com Michel Della Negra)[2]
- 2013: Medalha de Honra Ernst Mach
- 2013: Prêmio Física de Alta Energia e Partículas da European Physical Society (com Tejinder Virdee, Michel Della Negra e as colaborações CMS e ATLAS)[3]
- 2017: Prêmio Panofsky (com Tejinder Virdee e Michel Della Negra)